# Маргарита Шведская
Маргарита Шведская, при рождении Маргарита София Ловиса Ингеборга Шведская (швед. Margaretha av Sverige, Margaretha Sofia Lovisa Ingeborg av Sverige, 25 июня 1899, Стокгольм, Швеция — 4 января 1977, Зеландия, Дания) — принцесса Шведская, в браке — принцесса Датская. Старшая дочь принца Карла, герцога Вестергётландского и принцессы Ингеборги Датской.

## Биография
Маргарита стала первенцем в семье принца Швеции Карла и его жены Ингеборги Датской, родившись через два года после их свадьбы. Девочка появилась на свет 25 июня 1899 года на вилле Паркудден, летнем домике родителей, находившейся на острове Юргорден в центре Стокгольма. В последующие шесть лет семья пополнилась ещё двумя дочерьми: Мартой и Астрид. Страной в это время правил их дед Оскар II.
В 1905 году состоялось расторжение унии между Швецией и Норвегией. Карл Шведский рассматривался, как возможный претендент на норвежский престол, однако, королём избрали брата Ингеборги, Кристиана Фредерика Карла Датского. В 1907 году, когда умер Оскар II, королём Швеции стал брат Карла, Густав. А в 1912 году другой брат Ингеборги стал королём Дании. Маргарита приходилась племянницей трем правящим скандинавским королям.

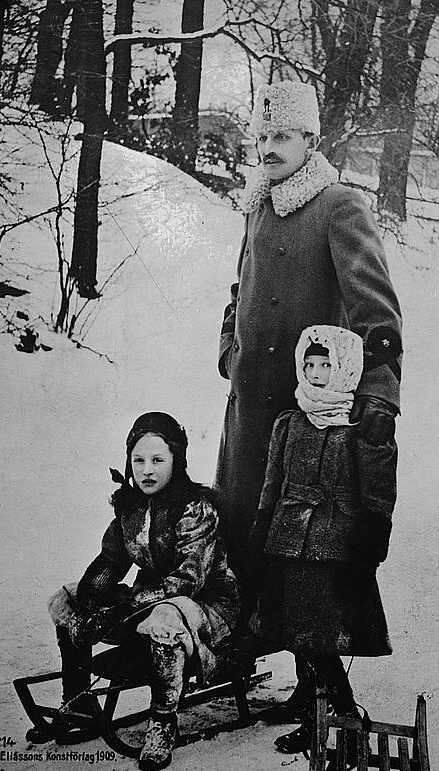
Маргарита в детстве с отцом и сестрой Мартой.

Семья проводила лето на вилле Паркудден, а зиму — во дворце Кронпринца. Однако в 1908 году отец приобрёл виллу Бистрём, ставшей их постоянной резиденцией. Летом же Маргарита с семьёй начиная с 1910 года бывала на вилле Фридхем на заливе Бравикен. В 1911 году у неё появился младший брат Карл.
В 1916 году принцесса прошла курс по уходу за детьми.
В конце 1910-х годов королева Великобритании Мария Текская выражала надежду, что Маргарита может стать женой старшего сына Эдуарда, принца Уэльского. Однако, принцесса в то время уже была помолвлена с принцем Акселем Датским. Официально об их помолвке было объявлено 23 марта 1919 года. Молодые люди были страстно влюблены друг в друга, и мать невесты даже сказала, что их «нельзя спокойно оставить в одиночестве».
Свадьба состоялась 22 мая 1919 в кафедральном соборе Стокгольма. Маргарите было 19 лет, Акселю — 30. Брак отмечали с пышностью и торжеством. Много внимания он вызвал и у народа, и у прессы. В качестве свадебного подарка от родителей жениха, молодожены получили Bernstorffshøj — поместье близ дворца Бернсторфф. Медовый месяц пара провела в имении принца Евгения в Örberga, в Эстергётландии. По возвращении они поселились в подаренном имении. Брак был очень счастливым. Их дом был богатым и полным радостью. У супругов родилось двое сыновей:
- Георг (1920—1986) — принц Датский и Исландский, был женат на Анне Боуз-Лайон, племяннице королевы-матери и двоюродной сестре Елизаветы II, детей не имел;
- Флемминг (1922—2002) — граф Розенборг, был женат на Элис Рут Нильсен, имел четверых детей.

В 1930 году Аксель и Маргарита сопровождали кронпринца Фредерика и принца Кнуда в их путешествия на территорию Азии.
В 1936 году их дом был разрушен во время пожара. Поэтому его было решено перестроить в новом морском стиле. В 1944 году супруги отметили серебряную свадьбу. По этому случаю в саду Аксель и Маргарита высадили ореховое дерево.
В 1947 году принцесса вместе с мужем была приглашена на свадьбу принцессы Елизаветы и Филиппа Маутбеттена.
Маргарита не стала королевой или кронпринцессой, как её сестры. Однако, она пережила их больше, чем на два десятилетия и до конца дней носила прозвище «Счастливая принцесса». Её сестра Астрид, в браке бельгийская королева погибла в автокатастрофе, другая сестра, Марта, в браке — наследная принцесса Норвегии, умерла от рака.
После смерти мужа Маргарита путешествовала по всему миру, пересекая на лайнере «Queen Mary» Атлантику туда и обратно. Часто бывала в Норвегии, Париже и на Ривьере. Также часто посещала родную Швецию, обязательно появляясь на вручении Нобелевской премии.
Умерла 4 января 1977 года в возрасте 77 лет.